# Жилгородок (Костанайская область)
Жилгородок (каз. Жилгородок) — упраздненное село в Аулиекольском районе Костанайской области Казахстана. Входило в состав Аманкарагайского сельского округа. Находится примерно в 5 км к северо-западу от районного центра, села Аулиеколь. Код КАТО — 393631200. Ликвидировано в 2013 году.

## Население
В 1999 году население села составляло 104 человека (45 мужчин и 59 женщин). По данным переписи 2009 года, в селе проживало 35 человек (18 мужчин и 17 женщин).